# Bob Ferguson
Robert Watson Ferguson (Seattle, 23 de febrero de 1965) es un abogado y político estadounidense que se desempeña como gobernador de Washington desde 2025. Anteriormente fue fiscal general de Washington de 2013 a 2025. Miembro del Partido Demócrata, fue elegido por primera vez en 2012 y reelegido en 2016 y 2020. Antes de desempeñarse como fiscal general, Ferguson fue miembro del Consejo del Condado de King.
En 2017, Ferguson fue incluido en la lista anual Time 100 de las personas más influyentes del mundo.
Ferguson es candidato en las elecciones para gobernador de Washington de 2024.